# Вільна Лашма
Вільна Лашма́ (рос. Вольная Лашма, ерз. Вольная Лашма) — село у складі Ковилкінського району Мордовії, Росія. Входить до складу Русько-Лашминського сільського поселення.
Населення — 29 осіб (2010; 55 у 2002).
Національний склад станом на 2002 рік:
- росіяни — 89 %